# Papilio aristodemus
Papilio aristodemus, auch bekannt unter der englischen Bezeichnung Island Swallowtail („Insel-Schwalbenschwanz“) oder Schaus’ Swallowtail („Schaus Schwalbenschwanz“, dieser Name ist aber bei manchen Autoren für die Unterart ponceanus Schaus reserviert) ist ein Schmetterling aus der Familie der Ritterfalter (Papilionidae). 

## Merkmale
Die Falter erreichen eine Flügelspannweite von 86 bis 95 Millimetern. Die Oberseiten der Vorder- und Hinterflügel sind in der Grundfarbe braun mit einer breiten, gelben Medianbinde, gelben Submarginalflecken und einem roten und blauen Analfleck. Die Schwanzfortsätze sind lang und spatelförmig ausgezogen. Die Flügelunterseiten sind etwas matter mit einer breiten orange-braunen Binde auf dem Hinterflügel, die von einer deutlich abgehobenen Reihe mit postdiskalen blauen halbmondförmigen Flecken gefolgt wird. Die Geschlechter sind sich sehr ähnlich, die Weibchen haben aber im Durchschnitt eine etwas größere Flügelspannweite.
Die Eier sind blass grünlich-cremefarben.
Die Raupe ist kastanienbraun mit weißen oder cremefarbenen Flecken, die in der Mitte und am Hinterende der Raupe etwas größer sind. Sie sehen dadurch ähnlich wie Vogelkot aus (Mimese). Der Rücken weist zudem blaue Punkte auf. Die Bauchbeine sind weißlich, der Kopf kastanienbraun. 
Die Farbe der Puppe variiert von rostbraun bis grau und ist grün mattiert.

### Ähnliche Arten
Die Art ähnelt Papilio cresphontes, jedoch fehlen in den Schwanzfortsätzen die gelben Flecke. Die blassen Oberseitenbinden sind schmaler.

## Verbreitung und Lebensraum
Die Art lebt in bzw. am Rand von sich ausdehnenden subtropischen Waldinseln in eher trockenen Gebieten auf den Großen Antillen, Bahamas, Kayman-Inseln und Südflorida bis etwa auf die Höhe von Miami, selten weiter nördlich.

## Lebensweise
Sie bildet meist nur eine Generation pro Jahr; die Falter fliegen von Ende April bis Juni, mit einem Maximum im Mai. Selten wird noch eine zweite partielle Generation gebildet, deren Falter von Ende Juli bis Anfang September fliegen. Die Männchen patrouillieren den ganzen Tag über im Kronenbereich der Bäume um nach Weibchen zu suchen. Die Falter sind gute Flieger, die auf den Bahamas auch 1 km und mehr über offene Wasserflächen von einer Insel zur nächsten fliegen können. Sie wurden beobachtet, wie sie Nektar aus den Blüten von Echter Guave (Psidium guajava), Lysiloma latisiliqua und Morinda royoc saugten. Die Eier werden einzeln auf die Blattoberseite der Raupennahrungspflanzen abgelegt. 
Die Eiraupen schlüpfen nach etwa vier bis sieben Tagen. Die Raupen fressen die jungen Blätter und Triebe baumförmiger Rautengewächse (Rutaceae), wie Amyris elemifera und Zanthoxylum fagara. Sie häuten sich viermal, bevor sie sich verpuppen. Das letzte Raupenstadium befestigt sich an einem Seidenfaden an einem Zweig und spinnt sich in einen rostbraunen oder grauen Kokon ein. 
Die Puppen überwintern, sie können auch einen Winter überliegen.

## Spezialisierte Feinde
Die Präimaginalstadien werden so häufig durch Schlupfwespen und Fliegen parasitiert, dass sich nur ungefähr 3 % der Eier zum Falter entwickeln.

## Taxonomie
Die Art wird von manchen Autoren auch in die Untergattung oder Gattung Heraclides gestellt. Derzeit werden fünf Unterarten unterschieden:
- Papilio aristodemus aristodemus Esper, 1794. Hispaniola, Mona, Puerto Rico
- Papilio aristodemus ponceanus Schaus, 1911 („Schaus Schwalbenschwanz“). Südflorida, nördliche Bahamas. Die Unterart unterscheidet sich von der Nominatunterart durch die schmalere gelbe Binde auf der Flügeloberseite; dafür zeigen die Flügelunterseiten einen höheren Gelbanteil.
- Papilio aristodemus temenes Godart, 1819. Kuba und Kayman-Inseln
- Papilio aristodemus majasi (L. Miller, 1987), Crooked Island und Acklin Island (Zentrale Bahamas)
- Papilio aristodemus bjorndalae Clench, 1979, Mayaguana, Turks- und Caicosinseln Inagua

## Belege

### Einzelnachweis
1. ↑  Scott (1987: S. 178)